# Bundjalung
El pueblo Bundjalung (también conocido como Bunjalung, Badjalang y Bandjalang) son los Aborígenes Australianos originariamente asentados en las zonas costeras del norte de Nueva Gales del Sur (Australia), situadas aproximadamente a 550 km al noreste de Sídney, un área que incluye el parque nacional Bundjalung y Mount Warning, conocido por los Bundjalung como Wollumbin ("jefe guerrero de las montañas"). Todos los Bundjalung descienden de antepasados que en algún momento hablaron como lengua principal uno o varios de los dialectos del idioma Bandjalang.
Los Arakwal de Byron Bay se consideran uno de los pueblos Bundjalung.

## Territorio
De acuerdo con Norman Tindale, las tierras tribales de los Bundjalung abarcaban aproximadamente 6.000 km cuadradaso (2.300 millas cuadradas), desde el lado norte del río Clarence hasta el río Richmond, incluyendo tanto la zona de costa como la zona de interior de Ballina hasta Tabulam y Baryugil. 

## Ceremonia de iniciación

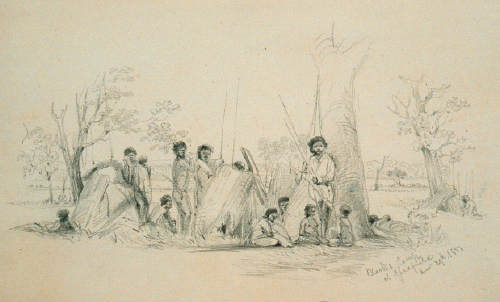
Camp at Gladfield, dibujo a lápiz de Conrad Martens (1801–1878), fechado en 1851. Biblioteca del Estado de Nueva Gales del Sur.

Según R. H. Mathews, el rito de transición a la edad adulta de los Bundjalung comenzaba despejando un espacio llamado walloonggurra a cierta distancia del asentamiento principal. Por la noche, los novicios eran arrebatados de sus madres al atardecer, mientras los hombres iban cantando hasta esta zona de bora donde se hacía girar una pequeña churinga o bramadera (dhalguñgwn).

## Creencias religiosas
Los Bundjalung creen que los espíritus de los guerreros heridos habitan dentro de las montañas, que sus heridas se manifiestan como cicatrices en sus laderas y que las tormentas en las montañas son los sonidos de las batallas de esos guerreros. El propio Wollumbin es el sitio en el que reposa uno de los principales guerreros y se dice que su cara se puede ver todavía en las rocas de la montaña de rocas cuando se ve desde el norte.

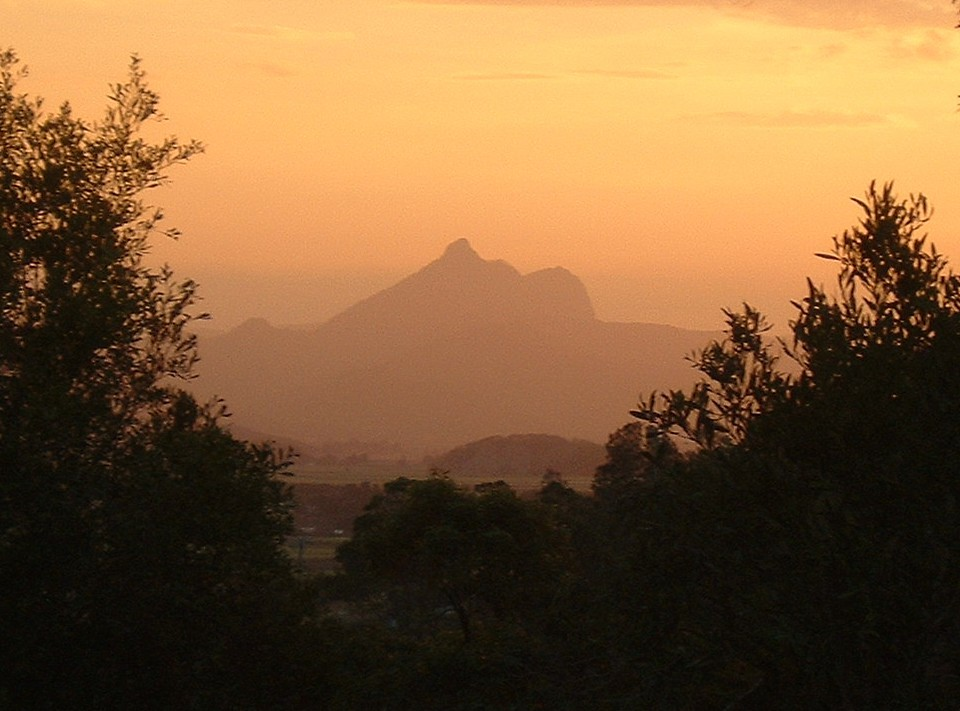
Wollumbin es la cordillera al norte del Monte Warning y dibuja el perfil de una cara cuando se ve desde el norte, cerca de Chinderah

## Reivindicación de las tierras
Los descendientes de dos de las tribus incluidas en la actual federación Bundjalung,  la tribu Githabul y la tribu Bundjalung Occidental, consiguieron que se reconocieran los derechos de sus títulos nativos, respectivamente, en 2007 y 2017.

## Instrumentos musicales
Los Bundjalung utilizaban diversos instrumentos, incluyendo soplar en una hoja de eucalipto, creando algo parecido al sonido de un pájaro. Utilizaban palmadas para crear un ritmo de percusión en las danzas ceremoniales. Los Bundjalung también utilizaban tradicionalmente para cazar didyeridús pequeños, de unos 30 centímetros, usados como reclamos de emúes  (dromaius novaehollandiae). Al golpear uno de los extremos de estos reclamos con la palma de la mano sonaban como un emú. Este señuelo atraía a las aves, convirtiéndolas en una presa fácil.[cita requerida]

## Miembros famosos
Entre los Bundjalung más conocidos se incluyen:
- Bronwyn Bancroft (nacida en 1958) es una artista Australiana, conocida por ser una de las primeras diseñadoras de moda australianas en ser invitada a exponer su trabajo en París. Nacida en Tenterfield, Nueva Gales del Sur, y formada en Canberra y Sydney, Bancroft trabajó como diseñadora de moda y es artista, ilustrador y administradora de arte.
- Troy Cassar-Daley – nacido en Grafton de madre aborigen y padre maltés-australiano.[7]
- Joyce Clague - activista político
- Ruby Langford Ginibi – académica, profesora de Historia, Cultura y Política Aborigen y cuyo abuelo "Sam" Anderson, en un juego de críquet en 1928 en Lismore, se convirtió en uno de los dos únicos jugadores de críquet aborigen en la historia en eliminar a Sir Donald Bradman con el marcador a cero.[8]
- Anthony Mundine – boxeador profesional y varias veces campeón del mundo. Previamente fue jugador de rugby en los St. George Illawarra Dragons y en los Brisbane Broncos en la Liga Nacional de Rugby (NRL) australiana. Antes de pasarse al boxeo era el jugador mejor pagado en la NRL.
- Warren Mundine – expresidente Nacional del Partido laborista Australiano y Director Fundación Australiana para la Educación de los Indígenas.
- Mark Olive – también conocido como "Black Olive" y el "adalid de la bush food", chef Wollongong formado en Europa, con más de veinte años de experiencia en los fogones y dueño de su propio programa de cocina indígena en la televisión de pago, The Outback Cafe; es también autor de libros de cocina como el Olive's Outback Cafe: A Taste of Australia.
- Johnny Jarrett (Patten) – ex campeón australiano de boxeo peso gallo (1958 - 1962).
- Wes Patten – actor, presentador de televisión y exjugador de la NRL en los South Sydney Rabbitohs, los St. George Dragons, los Balmain Tigers y los Gold Coast Chargers. Ha interpretado papeles en televisión y en cine junto a Cate Blanchett en Heartland (1994) y junto a Hugo Weaving en Dirt Water Dinasty (1988).
- Albert Torrens – exjugador internacional de rugby que jugó para las Manly-Warringah Sea Eagles, las North Eagles y los St. George Illawarra Dragons en la NRL y para los Huddersfield Giants en la Super League europea.

## Nombres alternativos

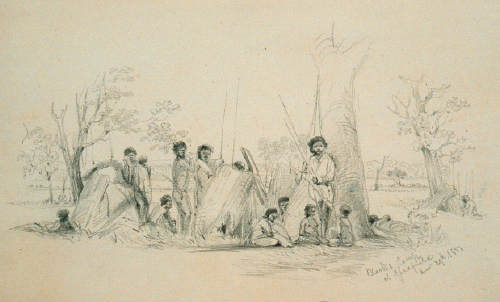
Campamento en Gladfield, dibujo a lápiz de Conrad Martens (1801-78) de 29 de diciembre de 1851, 19.1 x 31,1 cm, depositado en la Biblioteca Mitchell, Biblioteca Estatal de Nueva Gales del Sur

- Badjelang. (paidjal/badjal significa "hombre")
- Budulung
- Buggul
- Paikalyung, Paikalyug
- Bandjalang, Bandjalong
- Bunjellung
- Bundela, Randomizado
- Widje. (clan o clanes de Evans Head)
- Watchee
- Woomargou[3]

### Citas
1. ↑  Steele, 1984, pp. 51–52.
2. ↑  Agreements,.
3. 1 2  Tindale, 1974, p. 191.
4. ↑  Mathews, 1900, pp. 67–73,67.
5. ↑  Steele, 1984, pp. 52.
6. ↑  NNTT, 2007.
7. ↑  ABC, 2009.
8. ↑  Langford Ginibi, 1995, p. 4.